# مارنج
مارنج، روستایی زیبا و دیدنی از توابع بخش موچش شهرستان کامیاران در استان کردستان ایران است.
قدمت این روستا به ۳۰۰ سال پیش بازمی‌گردد‌ ، و یکی از روستاهای قدیمی منطقه است.
فاصلهٔ روستای مارنج تا بخش موچش یک کیلومتر است ، تا شهرستان کامیاران ۵۵ کیلومتر و تا شهرستان  سنندج مرکز استان  ۶۵ کیلومتر.
پیشه اهالی روستای مارنج باغداری: گردو، زرد آلو، هلو و … و کشاورزی: گندم، نخود، عدس و … است.
باتوجه به موقعیت جغرافیایی مناسب ، در سالهای گذشته فیلمسازان و عکاسان بسیاری در این روستای دیدنی پروژه هایشان را ثبت و ضبط کرده اند که این خود بیانگر پتانسل های بسیار بالای مارنج هم است .
دانش آموزان مارنج ی تا پایه ششم ابتدایی در روستای خود درس می‌خوانند و برای مقاطع بالاتر به مدارس بخش موچش می‌روند.
فامیلی اهالی روستای مارنج ساعدپناه می‌باشد. یکی از فیلمسازان مشهور ایران در این روستا زاده شده است . سیاوش ساعدپناه  دارای سی جایزه ی بین المللی در سطح جهان است.

## جمعیت
این روستا در دهستان امیرآباد قرار دارد و براساس سرشماری مرکز آمار ایران در سال ۱۳۸۵، جمعیت آن ۱٬۰۵۵ نفر (۲۷۰خانوار) بوده‌است.